# Schüttentobel
Schüttentobel (westallgäuerisch: Schittə oder Schittədobl) ist ein Gemeindeteil der Gemeinde Grünenbach im bayerisch-schwäbischen Landkreis Lindau (Bodensee).

## Geographie
Der Weiler liegt circa drei Kilometer südöstlich des Hauptorts Grünenbach und zählt zur Region Westallgäu. Durch den Ort verläuft die Gemeindeverbindungsstraße zwischen Ebratshofen und Sibratshofen. In dem von steilen bewaldeten Hängen umgebenen Ort mündet die Jugentach in die Obere Argen. Nördlich von Schüttentobel beginnt der Eistobel samt dem gleichnamigen Naturschutzgebiet. Des Weiteren befindet sich nördlich des Orts die Burg Hohenegg.

## Ortsname
Der Ortsname setzt sich aus dem mittelhochdeutschen Wort schütte für angeschwemmtes Erdreich sowie dem Grundwort Tobel zusammen und bedeutet (Siedlung an) der verschütteten Waldschlucht.

## Geschichte
Schüttentobel wurde erstmals im 15. Jahrhundert mit dü Müli an der schütti urkundlich erwähnt. Bekannt wurde der Ort mit dem im 18. Jahrhundert aufkommenden Hüttenwerk und nachfolgenden Industrien. Im Jahr 1707 wurde die Straße nach Sibratshofen über Hohenegg erbaut, die wiederum aufgrund ihrer gefährlichen Steigung im Jahr 1812 durch die sogenannte Schüttensteig über Bischlecht ersetzt wurde. Der Ort gehörte einst der Herrschaft Hohenegg an und anschließend der Gemeinde Ebratshofen, die mit der Gebietsreform in Bayern 1972 in die Gemeinde Grünenbach eingemeindet wurde. 1990 brannte die Gastwirtschaft im Ort ab.

### Hüttenwerk
Der hohenegg'sche Richter, Hauptmann von Ebrtashofen und Müller der Schüttenmühle Joseph Michael Wiedemann († 1717) wies Bregenzer Behörden im Jahr 1690 auf die Möglichkeit der Wasserkraft im Schüttentobel hin. Im Jahr 1724 wurde das k. k. Hüttenwerk zu Schüttentobel samt Holzschleiferei, Kohlenbrennerei und Großschmiede gegründet. Im darauffolgenden Jahr begann die Produktion, mit der vor allem das Vorarlberger Unterland versorgt wurde. Der Holzreichtum und die vorhandene Wasserkraft begünstigen die Ansiedlung. 1742 erfolgt der Bau eines Hammerwerks auf Initiative des Berg- und Hammerwerksverwesers der Herrschaft Hohenegg Johann Joseph Freiherr zu Schellenberg (1710–1769). Schellenberg war zudem Inspektor des Schmelzwerks in Lochau-Bäumle, das Schüttentobel mit Roheisen versorgte. Das Oberamt Bregenz beklagte in dieser Zeit vermehrt den zunehmenden Holzeinschlag durch das Hüttenwerk. Mit dem Übergang der Ortschaft an Bayern 1806, übernahm das Landgericht Weiler die Zuständigkeit des Hüttenwerks. Das Eisenerz wurde fortan vom Hüttenwerk aus Sonthofen geliefert. 1829 besuchten Ludwig I. von Bayern und Therese von Bayern die Produktionsstätten. Während der Märzrevolution brachen Unruhen unter den Arbeitern aus, woraufhin Militär in Schüttentobel einquartiert wurde. 1863 erfolgte schließlich die Einstellung des Betriebs aufgrund von Unrentabilität. 1869 wurde eine mechanische Weberei und 1892 eine Spinnerei in den Gebäuden des ehemaligen Hüttenwerks angesiedelt.

#### Amtshaus
Das Amtshaus des Hüttenwerks wurde 1732 mit den Steinen der um 1525 zerstörten nördlich des Orts gelegenen Burg Hohenegg errichtet. 1891 erwarben die Gemeinden Ebratshofen, Gestratz, Grünenbach, Harbatshofen und Maierhöfen das ehemalige Amtshaus und bauten es zu einem Distriktsarmen- und Krankenhaus um. Es wurde von den Schwestern des Ordens Hl. Vinzent von Paul Augsburg bis 1990 betrieben. Im Jahr 1908 wurde das Krankenhaus um ein Vordach und eine Hauskapelle erweitert. Am 30. April 1945 richteten französische Truppen eine Kommandantur im Amtshaus ein, das später als Grenzstation zur amerikanischen Besatzungszone diente. Heute ist darin ein Pflegeheim untergebracht.

### Alte Fabrik

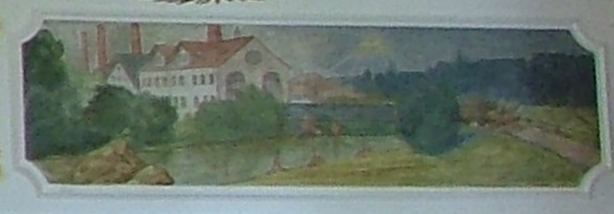
Bild der Fabrikgebäude in der Kirche St. Elisabeth in Ebratshofen

Ostfassade Maschinenhaus

Wilhelm Wocher und August Kieser kauften 1840 im Schüttentobel ein Stück Feld, Pl. Nr. 293, um dort eine Wirkfabrik – Weberei und Textilfabrik – zu errichten. Die Fabrik bestand aus einem Maschinenhaus, in dem auch Wohnräume für die Arbeiter untergebracht waren. Im Maschinenhaus waren sowohl das Mühlrad als auch eine Dampfmaschine und später ein Dieselmotor untergebracht. Dampfmaschine und Motor stellen den Betrieb der Fabrik bei Niedrigwasser sicher. 1885 wurde die Weberei aufgegeben.
Das Unternehmen Edmund Löflund aus Stuttgart begann 1885 unter der Leitung von Theodor Henkel mit der Produktion von Milchzucker aus Molke. Im Jahr 1893 erfolgte ein Konkurs mit Aufgabe der Produktion. Die Gebäude wurden zwischenzeitlich weiter genutzt, um dort Schindeln herzustellen. 1909 begann der Chemiker Hermann Gross mit der Produktion von Milchpulver und zog 1923 in die Schüttenmühle.
Von Arnold Brunner aus Augsburg wurde 1924 eine Wollreißerei eingerichtet. Das Fabrikgebäude brannte 1931 nieder, wurde aber wieder aufgebaut.
Das Unternehmen Leicher aus München verlagerte die Produktion 1943 nach Schüttentobel, da ihre Produktionsstätten durch Bombardements zerstört wurden. Hergestellt wurden neben Munitionskisten auch Messgeräte und Schaltungen für die V2-Rakete. Beschäftigt wurden auch rund 100 Zwangsarbeiter. Nach dem Zweiten Weltkrieg wurden auf den vorhandenen Maschinen Möbel hergestellt. 
1950 wurde die Fabrik dann wegen mangelnder Sanierung endgültig geschlossen. 1962 begann der Abbau der Schornsteine der ehemaligen Fabrik. Im Jahr 1968 stürzte der Dachstuhl des Fabrikgebäudes ein. Das Landratsamt Lindau ordnete die Sprengung und Einebnung des Fabrikgebäudes an. Vom Fabrikgebäude selbst ist heute nur noch ein kleiner Rest der Westfassade erhalten. Das Maschinenhaus wurde in ein Wohnhaus umgebaut. Die Reste des Mühlkanals sind westlich des Gebäudes noch gut zu erkennen.

### Schüttenmühle
Die Schüttenmühle war einst die Burgmühle der Burg Hohenegg. Die Schüttenmühle wurde 1749 neu gebaut. Das Datum der Erbauung war auf der Wanduhr an der Südseite der Mühle festgehalten. Die Mühle war für ihre gute Wasserkraft bekannt, so dass dort auch in trockenen Sommern stets gearbeitet werden konnte. Der erste bekannte Besitzer des Neubaus war Josef Anton Wiedemann, der Amtmann und Richter in der nahegelegenen Herrschaft Hohenegg war. Der zurückgehende Getreideanbau und ein durch Hochwasser zerstörtes Wehr führten 1897 zum Konkurs der Schüttenmühle unter dem letzten Schüttenmüller Eugen Kolb. Der Grundbesitz der Mühle von 76 Tagwerk ging an den Baron von Nostitz. Das Mühlengebäude selbst erwarb Ludwig Poschenrieder. Das Gebäude wurde zeitweise als Malzzuckerfabrik, anschließend zur Milchpulverproduktion und zuletzt als Wohnhaus genutzt. Die Schüttenmühle stand seit 2007 leer und verfiel, circa um das Jahr 2010 wurde das Gebäude abgerissen.

### Sägewerk

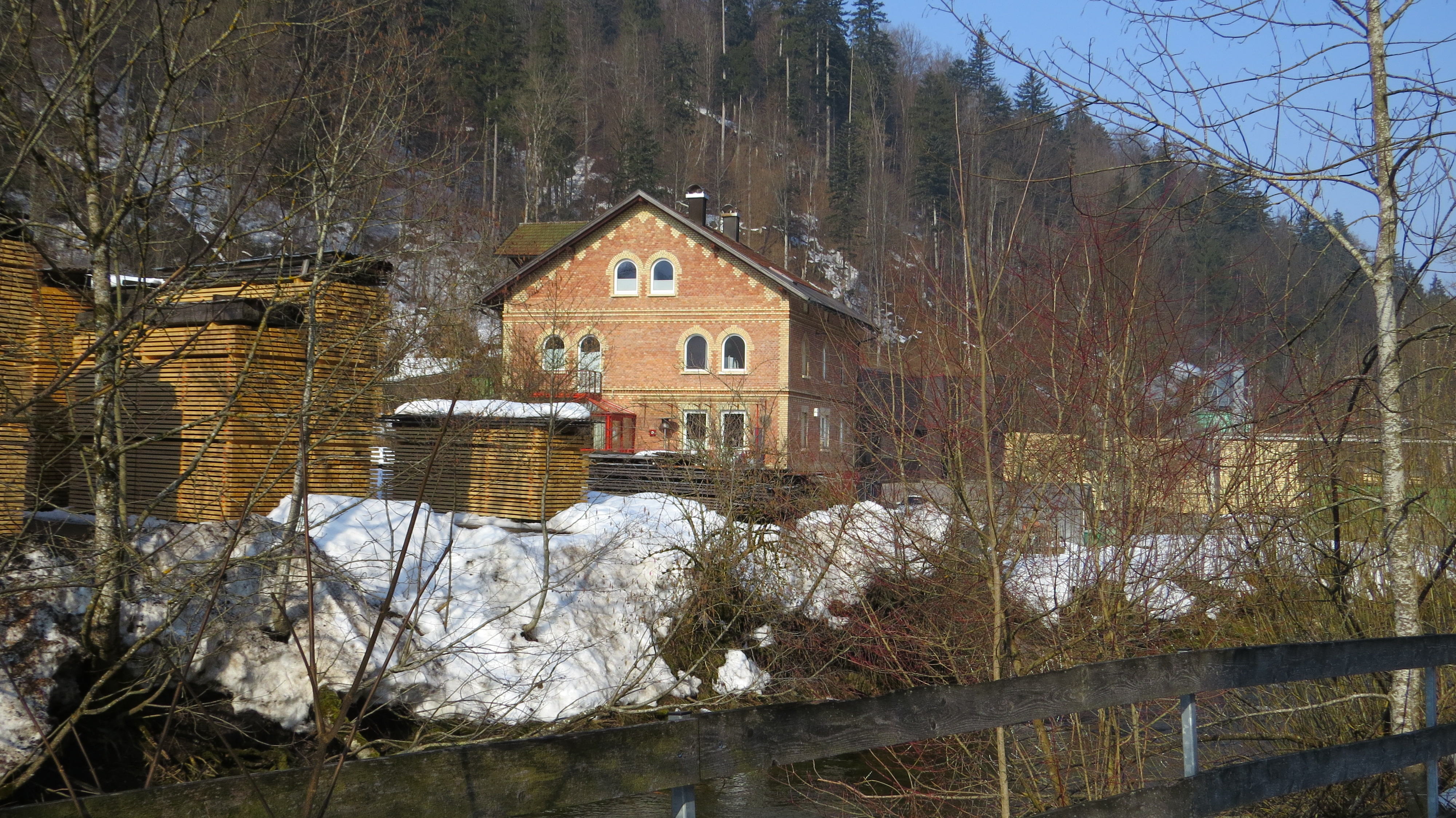
Sägewerk

Um das Jahr 1900 wurde ein Sägewerk erbaut, das im Jahr 1917 samt Holzschleiferei abbrannte und wieder aufgebaut wurde. 1931 erfolgte der Bau eines E-Werks an der Oberen Argen. Während des Zweiten Weltkriegs wurden hier Zwangsarbeiter beschäftigt.

## Baudenkmäler
Siehe: Liste der Baudenkmäler in Schüttentobel